# Girard (Ohio)
Pour les articles homonymes, voir Girard.
Girard est une ville américaine située dans le comté de Trumbull, dans l’Ohio. Selon le recensement de 2010, sa population est de 9 958 habitants.

## Culture populaire

### Personnalités liées à la commune
- Stiv Bators (1949-1990), musicien et chanteur punk est né à Girard.